# راگبی لیگ با ویلچر

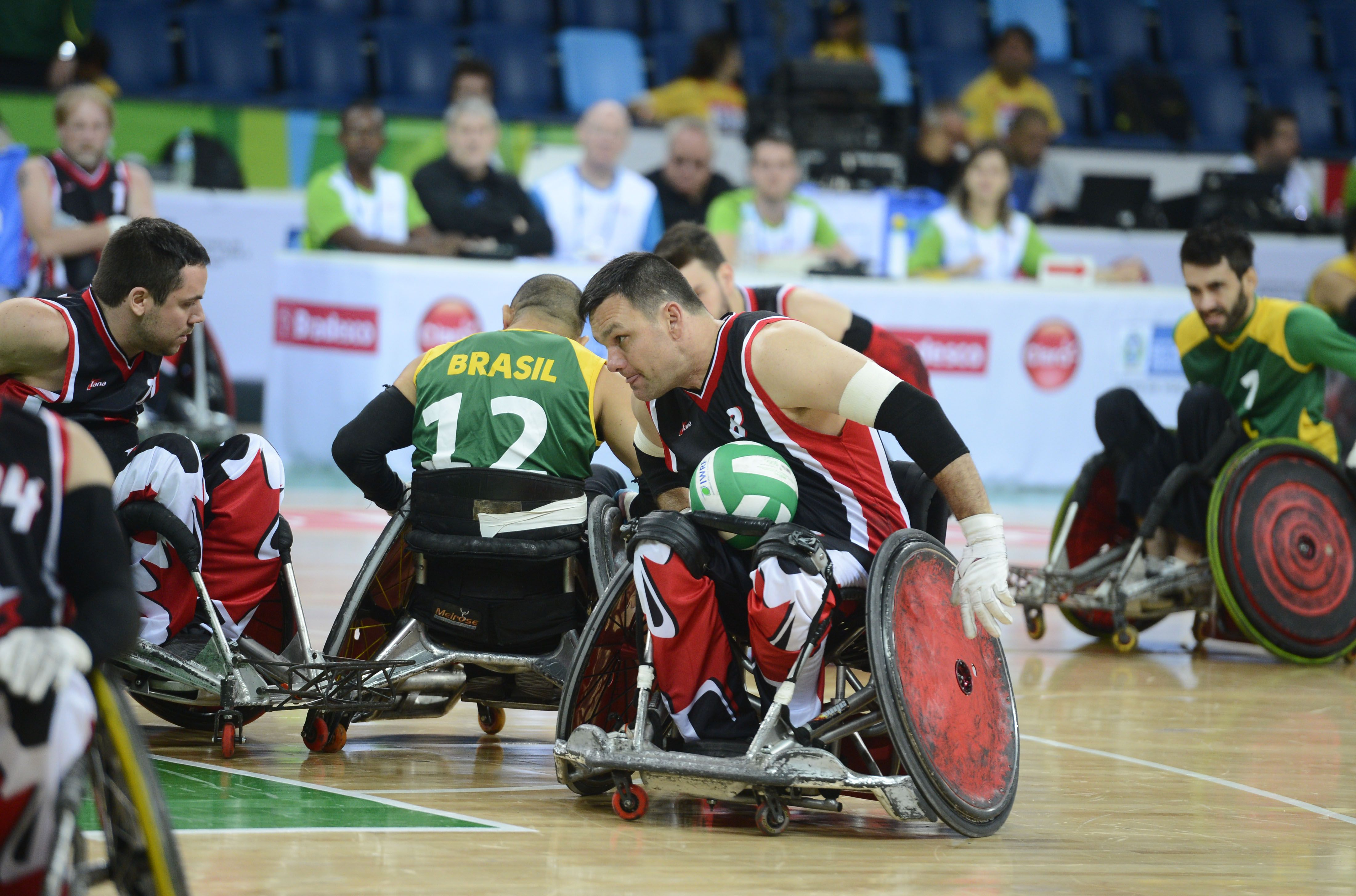
یک بازی راگبی با ویلچر

راگبیِ لیگ با ویلچر یا راگبی ۱۳ نفره با ویلچر (به انگلیسی: Wheelchair rugby league) لیگی مشابه لیگ راگبی است. پیدایش این لیگ به فرانسه بازمی‌گردد. لیگ این ورزش توسط بازیکن و مربی راگبی، رابرت فسولت و والی سالوان در سال ۲۰۰۴ ابداع شد. همچنین در این ورزش برخلاف دیگر ورزش‌های ویلچری، بازیکنانی که فلج هم نیستند اجازهٔ انجام بازی حتی در لیگ درجهٔ بالا را دارند.

## قوانین
قوانین این لیگ بسیار مشابه قوانین لیگ راگبی معمولی می‌باشد:
- سایز توپ باید ۴ (به واحد توپ راگبی) باشد.
- توپ فقط باید به جهت عقب زمین حرکت کند.
- به هر تیم ۶ نوبت برای گرفتن امتیاز داده می‌شود (پس از این که تیم مقابل توپ را از دست داد یا امتیازش را پیش از این گرفت).
- قوانین آفساید دقیقاً با قوانین لیگ راگبی معمولی یکی است.[۲]

## جام جهانی
اولین رقابت این لیگ به صورت جهانی در سیدنی استرالیا در سال ۲۰۰۸ انجامید. در سال ۲۰۱۳، برای دومین بار، این لیگ به صورت جهانی در انگلستان انجام شد.

### نتایج
| سال  | میزبان              | تعداد تیم‌ها |                 | امتیاز نهایی (فینال) | امتیاز نهایی (فینال) | امتیاز نهایی (فینال) |
| سال  | میزبان              | تعداد تیم‌ها | تیم برنده (اول) | امتیاز               | تیم دوم              |                      |
| ۲۰۰۸ | سیدنی، استرالیا     | ۴           | انگلستان        | ۴۴–۱۲                | استرالیا             |                      |
| ۲۰۱۳ | جیلینگهام، انگلستان | ۶           | فرانسه          | ۴۰–۴۴                | انگلستان             |                      |